# Przybliżenie Padégo

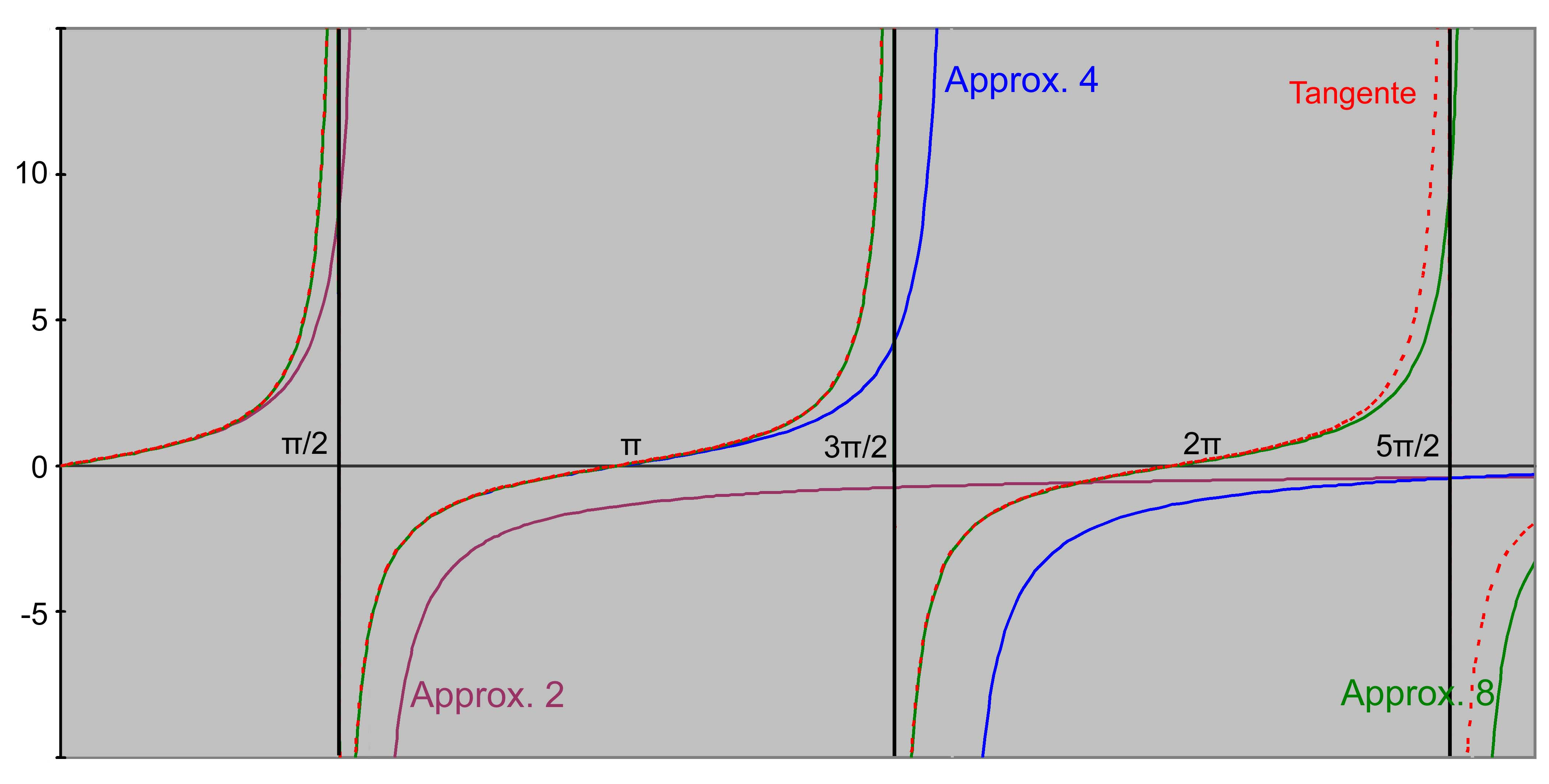
Przybliżenia Padégo funkcji tangens

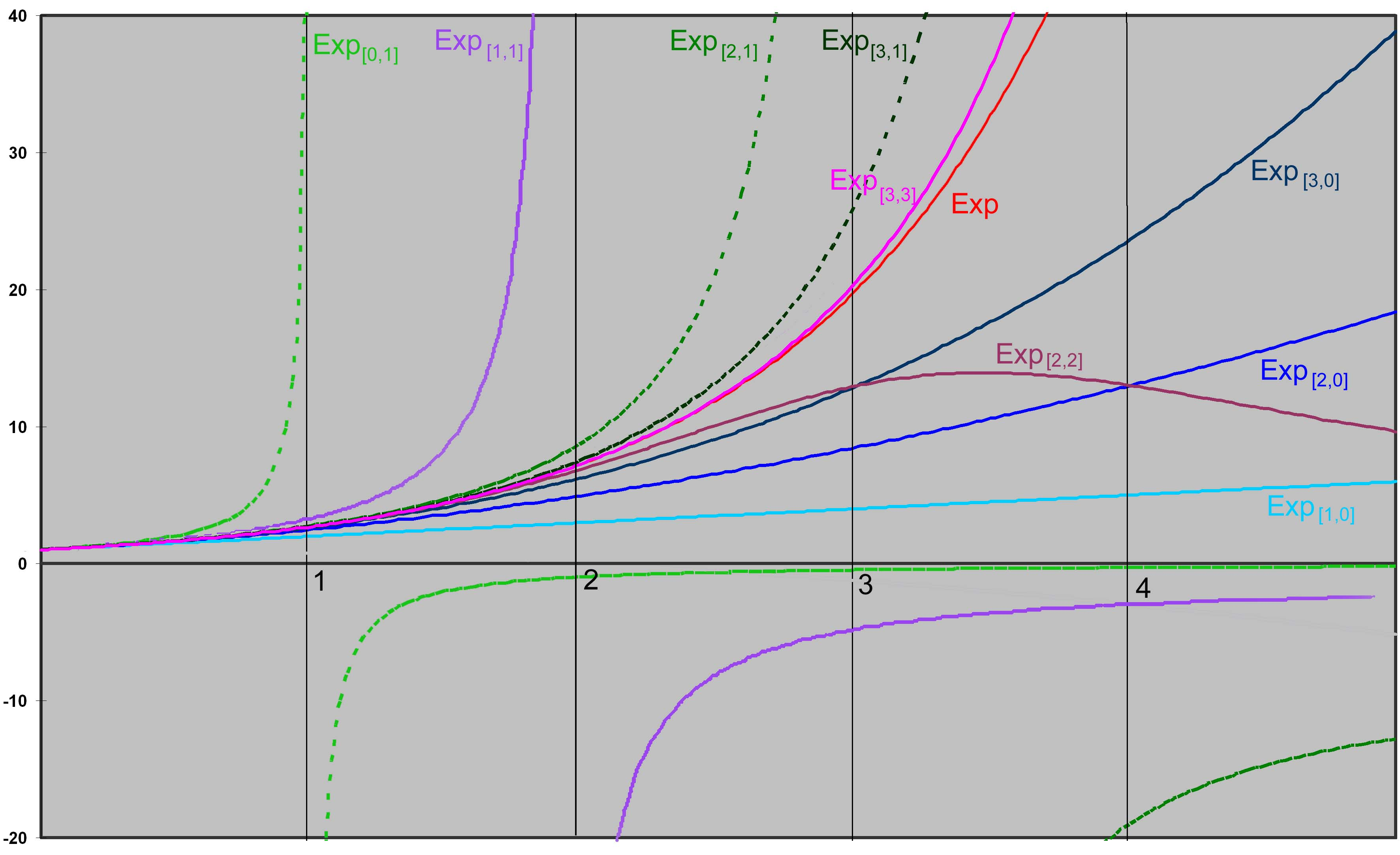
Przybliżenia Padégo funkcji wykładniczej

Przybliżenie Padégo – metoda aproksymacji funkcji za pomocą funkcji wymiernych danego rzędu. Często daje lepszy wynik niż szereg Taylora dla tej samej liczby współczynników, kiedy funkcja posiada bieguny.
Jej odkrywcą jest Henri Padé.

## Definicja
Dla danej funkcji {\displaystyle f} i dwóch liczb naturalnych {\displaystyle m,n\in N_{0},} przybliżeniem Padégo rzędu {\displaystyle (m,n)} jest funkcja wymierna
{\displaystyle R_{m,n}(x)={\frac {a_{0}+a_{1}x+a_{2}x^{2}+\ldots +a_{m}x^{m}}{1+b_{1}x+b_{2}x^{2}+\ldots +b_{n}x^{n}}},}
której pochodne równają się pochodnym {\displaystyle f(x)} do najwyższego możliwego rzędu
{\displaystyle f(0)=R(0)}
{\displaystyle f'(0)=R'(0)}
{\displaystyle f''(0)=R''(0)}
{\displaystyle \vdots }
{\displaystyle f^{(m+n)}(0)=R^{(m+n)}(0).}
Ściślej i ogólniej funkcja wymierna {\displaystyle \rho } jest przybliżeniem Padégo rzędu {\displaystyle (k,n-k)} formalnego szeregu potęgowego {\displaystyle g} nad ciałem {\displaystyle F,} jeżeli:
{\displaystyle g=\sum _{i\in \mathbb {N} _{0}}g_{i}x^{i}\in F[[x]]} {\displaystyle (g_{i}\in F)}
{\displaystyle \rho ={\frac {r}{t}}}
{\displaystyle r,t\in F[x]}
{\displaystyle x\nmid t}
{\displaystyle {\frac {r}{t}}\equiv g\mod x^{n}} (równoważnie {\displaystyle r\equiv tg\mod x^{n}})
{\displaystyle \deg r<k}
{\displaystyle \deg r\leqslant n-k}

## Obliczanie
Jeżeli rozwinięcie funkcji {\displaystyle f(x)} w szereg Taylora ma postać
{\displaystyle f(x)=c_{0}+c_{1}x+c_{2}x^{2}+c_{3}x^{3}+\dots ,}
to współczynniki w przybliżeniu Padégo spełniają układ równań
{\displaystyle a_{i}=\sum _{j=0}^{i}b_{j}\cdot c_{i-j}\ {}} dla {\displaystyle {}\ i=0,1,...,m+n.}
Przy czym przyjmuje się, że
{\displaystyle b_{0}=1,}
{\displaystyle a_{i}=0\ {}} dla {\displaystyle {}\ i>m,}
{\displaystyle b_{i}=0\ {}} dla {\displaystyle {}\ i>n.}

## Przykład
Należy wyliczyć wielomian {\displaystyle R_{2,1}(x)} przybliżający {\displaystyle e^{x}} w punkcie 0. Mamy {\displaystyle m=2,} {\displaystyle n=1,} {\displaystyle m+n=3.} Z szeregu Taylora, który dla punktu 0 staje się szeregiem Maclaurina mamy
{\displaystyle c_{0}=1,c_{1}=1,c_{2}={\frac {1}{2}},c_{3}={\frac {1}{6}}} ogólnie dla {\displaystyle e^{x}} {\displaystyle c_{n}={\frac {1}{n!}}}
Układamy układ równań:
pierwsza część
{\displaystyle 1\cdot b_{0}=a_{0}}
{\displaystyle 1\cdot b_{0}+1\cdot b_{1}=a_{1}}
{\displaystyle 1/2b_{0}+1b_{1}=a_{2}}
druga część
{\displaystyle 1/6b_{0}+1/2b_{1}=0}
oraz
{\displaystyle b_{0}=1}
Wpisujemy do macierzy najpierw pierwsze {\displaystyle m} niewiadomych, a potem drugie {\displaystyle n,} otrzymując macierz:
{\displaystyle {\begin{bmatrix}-1&0&0&1&0\\0&-1&0&1&1\\0&0&-1&1/2&1\\0&0&0&1/6&1/2\\0&0&0&1&0\end{bmatrix}}}
oraz wektor wyrazów wolnych składający się z samych zer z wyjątkiem ostatniej jedynki. Następnie wyliczamy posługując się na przykład metodą eliminacji Gaussa, otrzymujemy {\displaystyle {\begin{bmatrix}1&2/3&1/6&1&-1/3\end{bmatrix}},} co daje {\displaystyle {\frac {1+2/3x+1/6x^{2}}{1-1/3x}},}
co jest zgodne z przykładami Wolframu  z dokładnością do mnożnika licznika i mianownika.

## Wypełnianie macierzy
Niech N=m+n+2 będzie rozmiarem macierzy A z normalnym indeksem liczonym od 1 do N.
```
Czyścimy
 
macierz
 
inicjując
 
ją
 
zerami
;

        
for
 
(
int
 
i
 
=
 
0
;
 
i
 
<=
 
m
;
 
i
++
)

        
{

                
for
 
(
int
 
j
 
=
 
0
;
 
j
 
<=
 
i
;
 
j
++
)

                
{

                        
if
 
(
j
<=
n
)

                                
A
[
i
+
1
,
 
m
+
j
+
2
]
 
=
 
c
[
i
 
–
 
j
];

                
}

                
A
[
i
+
1
,
 
i
+
1
]
 
=
 
-1
;

        
}

        
for
 
(
int
 
i
 
=
 
0
;
 
i
<=
 
n
 
–
 
1
;
 
i
++
)

                
for
 
(
int
 
j
 
=
 
0
;
 
j
 
<=
 
n
;
 
j
++
)

                        
A
[
m
 
+
 
i
 
+
 
2
,
 
m
 
+
 
j
 
+
 
2
]
  
=
 
c
[
m
 
+
 
n
 
–
 
i
 
–
 
j
];

        
;
 
końcowe
 
b0
 
=
 
1

        
A
[
m
 
+
 
n
 
+
 
2
,
 
m
 
+
 
2
]
 
=
 
1
;

```